# Gypona equestris
Gypona equestris är en insektsart som beskrevs av Fabricius 1803. Gypona equestris ingår i släktet Gypona och familjen dvärgstritar. Inga underarter finns listade i Catalogue of Life.